# Africanogyrus rodriguezensis
Africanogyrus rodriguezensis е вид коремоного от семейство Planorbidae. Видът е застрашен от изчезване.

## Разпространение
Видът е разпространен в Мавриций.